# 卡塔琳娜·拉佐维奇
卡塔琳娜·拉佐维奇（羅馬化：Katarina Lazović，1999年9月12日—），塞尔维亚女子排球运动员。她曾代表塞尔维亚参加2022年世界女子排球锦标赛，获得冠军。她也曾获2019年欧洲女子排球锦标赛冠军。